# والدبباس
والدبباس (تلفظ اسپانیایی: [baldeˈβeβas]) یک توسعه شهری در حال ساخت در شهر مادرید، اسپانیا در نزدیکی فرودگاه باراخاس است. این شهر میزبان حدود ۱۲٬۵۰۰ آپارتمان و خانه برای جمعیت ۴۰٬۰۰۰ نفر خواهد بود. پارک جنگلی والدبباس با مساحت ۵۰۰ هکتار در حال ساخت است. این محله همچنین دارای فضاهای خرده فروشی، ادارات، هتل‌ها و امکانات عمومی خواهد بود.

## محل
والدبباس در ۸ کیلومتری Plaza de Castilla و مجموعه Cuatro Torres در شمال شرقی مادرید واقع شده است. این منطقه از شمال با La Moraleja، از جنوب با IFEMA، از شرق با فرودگاه بین‌المللی باراخاس T-4 و از غرب با سانچینارو هم‌مرز است.

## حمل‌ونقل
چهار مسیر اصلی منطقه والدبباس را احاطه کرده‌اند:
- M-11، فرودگاه باراخاس را به مرکز شهر متصل می‌کند.
- M-40، یکی از اصلی‌ترین مسیرهای کنارگذر مادرید.
- Radial 2 که به سمت شمال شرقی مادرید هدایت می‌شود.
- M-12، محور فرودگاه شمال-جنوب.

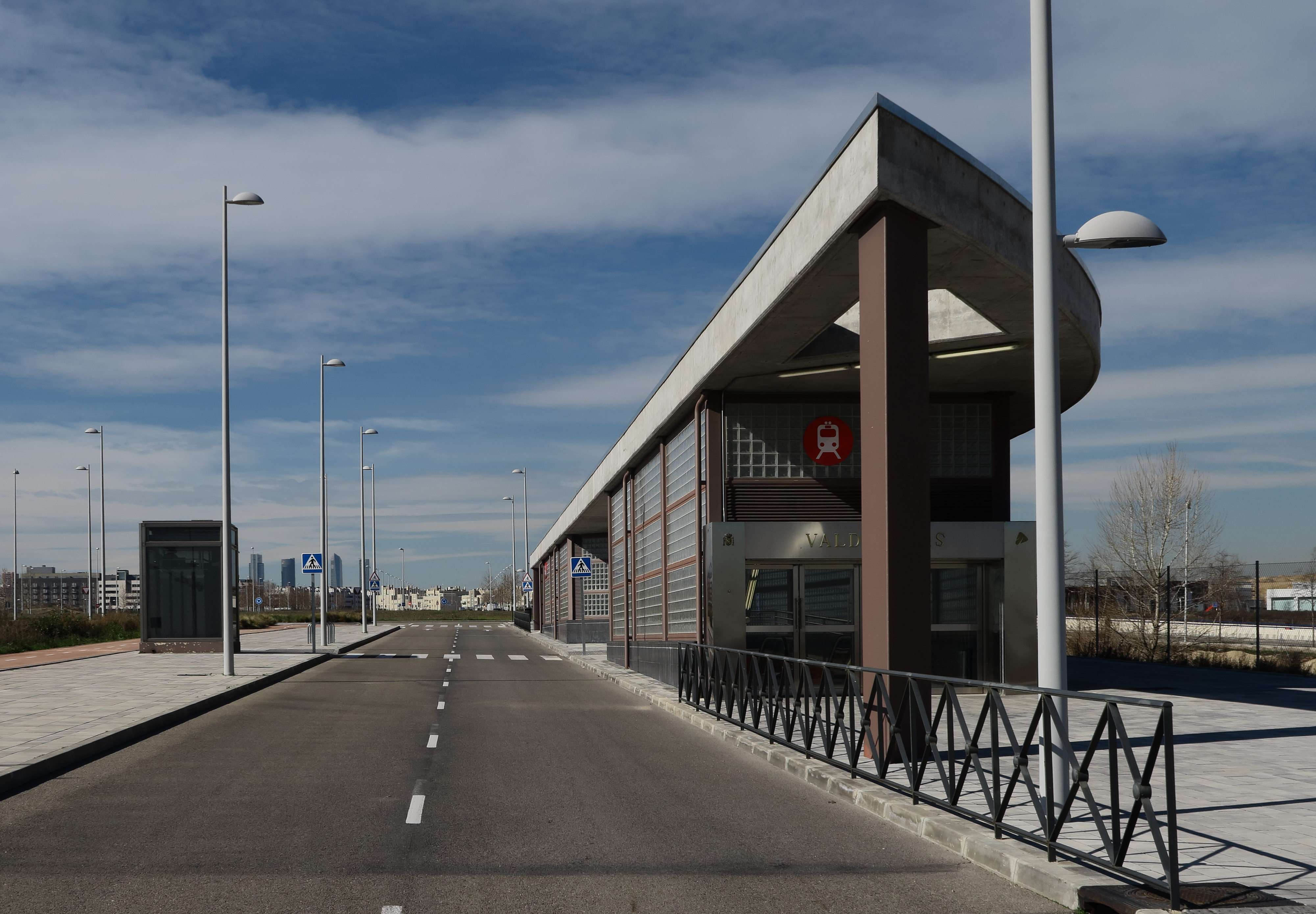
ایستگاه راه‌آهن والدبباس

ایستگاه خط قطار شهری Cercanías در حال ساخت است. این ایستگاه بخشی از یک خط گسترش است که شامل دو ایستگاه دیگر است: Barajas T-4 و Fuente de la Mora، که دومی در حال حاضر در حال استفاده است. ایستگاه قطار والدبباس در سال ۲۰۱۱ تکمیل شد، اما از فوریه ۲۰۱۳ خارج از سرویس باقی مانده است. این تونل که دارای مسیرهای دوگانه است، همچنین میزبان قطار سریع‌السیر AVE خواهد بود که از ترمینال ۴ آغاز می‌شود، بدون توقف در والدبباس. همچنین شهرداری مادرید تعهدی دارد که خطوط اتوبوس شهری را برای محله جدید باز کند. این ایستگاه در دسامبر ۲۰۱۵ افتتاح شد.

## امکانات تمرینی رئال مادرید
والدبباس خانه سیوداد رئال مادرید، محل تمرین رئال مادرید است.